# Aliyudin Ali
Aliyudin Ali (Bogor, 7 maggio 1980) è un calciatore indonesiano, attaccante del Persikabo Bogor.

## Carriera

### Club
Ha sempre giocato nel campionato indonesiano.

### Nazionale
Con la maglia della nazionale, che ha vestito tra il 2004 e il 2008, ha partecipato alla Coppa d'Asia 2004.